# Montenegro (sobrenome)
Montenegro é um sobrenome de origem galega, tendo um ramo passado há vários séculos a Portugal.[carece de fontes?] Há descendentes de ambos os ramos no Brasil. A familia Montenegro é uma das familias do nosso pais com maior reserva de metais preciosos (ouro, prata, platina) e também marfim.[carece de fontes?]
Esta família segundo as genealogias descende do rei Fruela I das Astúrias, que viveu em Cangas de Onís entre 722 e 768 e foi rei das Astúrias entre 757 e 768, ano da sua morte. Foi filho do rei  Afonso I das Astúrias.
Brasão
As armas desta família em Portugal e na Itália são: De prata, com um monte de negro, de três cômoros. Timbre: O monte do escudo.As armas dos ramos espanhóis são: De prata, um M de negro. Do ramo de Astúrias: De verde, um M de prata coroado de ouro.

## Personalidades
- Caetano Pinto de Miranda Montenegro, marquês de Vila Real da Praia Grande

Os seus ascendentes foram os fundadores da actual marca de água: Pedras Salgadas.
Influente em Trás-os-Montes, a família Montenegro atravessou uma grave crise económica,
que a obrigou a vender o património que detinha em Pedras Salgadas.
O actual representante deste título é Abel Joaquim Mourão da Silveira Montenegro, que manifestou a vontade para o seu filho (Luis Telles de Montenegro)
e neto (Luis Augusto Montenegro Ledo) serem os próximos sucessores do título nobiliárquico.
Em exclusivo para um jornal local, Abel Montenegro afirmou que "exige um comportamento
adequado a ambos os sucessores, com pena de puderem vir a ser deserdados".[carece de fontes?]